# Anna Diggs Taylor

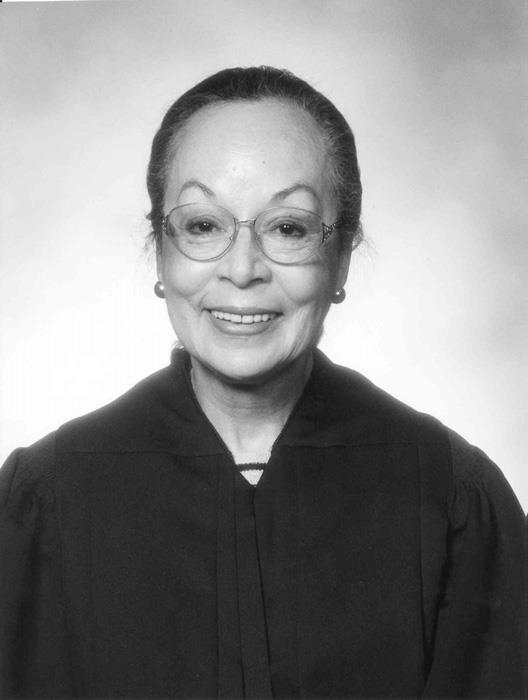
Anna Diggs Taylor

Anna Diggs Taylor (* 9. Dezember 1932 als Anna Katherine Johnston in Washington, D.C.; † 4. November 2017 in Grosse Pointe Woods, Michigan) war eine US-amerikanische Juristin. Sie war als erste afroamerikanische Frau in Michigan  Richterin am Bundesbezirksgericht und später leitende Richterin des Gerichts.

## Leben
Ab 1979 war Taylor  Richterin am Bundesbezirksgericht für den östlichen Distrikt von Michigan. 1997 wurde sie zur leitenden Richterin des Gerichts ernannt, ein Jahr später trat sie jedoch zurück, um ihre Arbeitsbelastung zu reduzieren, und bekleidete das Amt als Senior Judge.
Anna Diggs Taylor war von 1960 bis 1971 mit dem Kongressabgeordneten Charles Diggs verheiratet; der Ehe entstammen ein Sohn und eine Tochter. Seit 1976 war sie in zweiter Ehe verheiratet.

## Urteil gegen NSA
Im Rechtsstreit ACLU v. NSA erklärte sie die von Präsident George W. Bush veranlasste Abhörpraxis der NSA für illegal. Die NSA hört im Rahmen des Terrorist Surveillance Program auch ohne richterliche Prüfung und Anordnung Auslandstelefonate und E-Mails von US-Bürgern ab, wenn diese unter Terrorismusverdacht stehen. Taylor sah dadurch die Rechte auf Datenschutz und Meinungsfreiheit sowie die Gewaltenteilung verletzt, wie sie die US-Verfassung vorschreibt. Gegen ihre Entscheidung wollte die Regierung einen Rechtsbehelf beim zuständigen Appellationsgericht einlegen.